# New Jeans Code in Busan
New Jeans Code in Busan (tiếng Hàn: 뉴진스 코드) là một bộ phim truyền hình thực tế về du lịch của Hàn Quốc được sản xuất bởi Thành phố đặc biệt Busan và Tổ chức Du lịch Busan và được phân phối bởi SBS. Với sự tham gia của nhóm nhạc nữ K-pop NewJeans, bộ phim dài ba tập theo chân nhóm khi họ đến thăm một số địa danh của Busan trong chuyến đi hai ngày. Nó được tạo ra như một phần của chuỗi nội dung Hallyu được sản xuất để hỗ trợ Busan đăng cai tổ chức Expo 2030.
Dự án được công bố lần đầu tiên vào tháng 9 năm 2022 và được công chiếu lần đầu trên SBS TV vào ngày 16 tháng 10 năm 2022, lúc 12:10 (KST). Được phát sóng trong ba ngày Chủ Nhật liên tiếp, tập cuối cùng đã bị hoãn lại đến ngày 6 tháng 11 năm 2022. Chương trình được phát hành để phát trực tuyến trên Wavve , nơi đã ghi nhận 23,8 triệu giờ xem trong hai tháng. Sau khi phát sóng, một số địa điểm quay phim đã đông nghẹt người hâm mộ, điều này đã khiến Tổ chức Du lịch Busan tạo ra hai hướng dẫn du lịch dựa trên chương trình.

## Sản xuất và phát hành
Vào ngày 16 tháng 9 năm 2022, đài truyền hình SBS của Hàn Quốc đã thông báo về việc sản xuất loạt phim truyền hình thực tế du lịch NewJeans Code in Busan, với sự tham gia của nhóm nhạc nữ K-pop NewJeans. Được sản xuất bởi Thành phố đô thị Busan và Tổ chức Du lịch Busan, bộ phim tài liệu này là một phần của chuỗi nội dung Hallyu do thành phố Busan, tổ chức Du lịch Busan và Ủy ban Điện ảnh Busan tài trợ để giới thiệu thành phố và hỗ trợ đăng cai Expo 2030. Đây là lần hợp tác thứ hai giữa Busan và Hybe Corporation, công ty mẹ của nhãn hiệu ADOR của NewJeans, sau buổi hòa nhạc Yet to Come của BTS được tổ chức tại thành phố vào ngày 15 tháng 10 năm 2022. Được quay vào ngày 26 và 27 tháng 9 năm 2022, loạt phim theo chân NewJeans khi họ khám phá Busan và tìm hiểu thêm về nó thông qua mã QR trong suốt chuyến đi hai ngày. Nhóm đã đến thăm công viên Songdo Sky, chợ Bupyeong Kkangtong, Taejongdae và bãi biển Dadaepo, tất cả các địa danh của Busan được Thế hệ MZ yêu thích. Các địa điểm khác của Busan, chẳng hạn như Đài phun nước trong mơ Dadaepo Sunset, Skyline Luge Busan, Jeonpogonggu-gil, Cheongsapo, bãi biển Gwangalli và công viên phiêu lưu biển Yeongdo, được làm nổi bật trong nền. Về dự án, thị trưởng Busan Park Heong-joon cho biết:
"Sự hợp tác giữa các nghệ sĩ K-pop nổi tiếng thế giới và Busan là một động lực to lớn trong việc nâng cao nhận thức về thương hiệu du lịch Busan và vực dậy thị trường du lịch đang bị đình trệ do COVID-19, [...] Tôi hy vọng rằng nội dung du lịch vui vẻ ở Busan, nơi chúng ta có thể xem, cười và tận hưởng cùng nhau, sẽ là cơ hội để giới thiệu cho thế giới về Busan, nơi chúng ta muốn sống ngay cả khi  được tái sinh"

Một đoạn video giới thiệu được phát hành vào ngày 7 tháng 10 năm 2022. Bộ phim được công chiếu lần đầu trên SBS TV vào ngày 16 tháng 10 năm 2022, lúc 12:10 (KST) và được phát sóng trong ba ngày Chủ nhật liên tiếp. Tuy nhiên, tập cuối cùng đã bị hoãn lại để tôn trọng thời gian quốc tang được công bố sau vụ giẫm đạp Halloween tại Itaewon, Seoul. Nó được phát sóng lại vào ngày 6 tháng 11 năm 2022. Chương trình đã được phát trực tuyến trên Wavve.

## Số tập
| TT. | Tiêu đề | Ngày phát hành gốc   |
| --- | --- | -------------------- |
| 1   | "Hẹn gặp bạn ở Busan với NewJeans!" Chuyển ngữ: "'Nyujinseuwa Busan-eseo Mannayo!'" (tiếng Hàn Quốc: '뉴진스와 부산에서 만나요!')                                                           | 16 tháng 10 năm 2022 |
| 2   | "Chuyến đi quy mô lớn đến Busan cùng NewJeans★" Chuyển ngữ: "Nyujinseuwa Hamkke Haneun Bongyeog Busan Yeohaeng★" (tiếng Hàn Quốc: 뉴진스와 함께 하는 본격 부산 여행★)                       | 23 tháng 10 năm 2022 |
| 3   | "Từ ẩm thực đến trải nghiệm! Chuyến đi của NewJeans tới Busan" Chuyển ngữ: "Meogbangbuteo Cheheomkkaji! Nyujinseuui Busan Yeohaeng" (tiếng Hàn Quốc: 먹방부터 체험까지! 뉴진스의 부산 여행) | 6 tháng 11 năm 2022  |

## Tác động
Chuỗi chương trình đã ghi nhận 23,8 triệu giờ xem trong hai tháng trên Wavve. Các video quảng cáo liên quan đến chương trình này đã ghi nhận tổng cộng 5 triệu lượt xem trên YouTube, trong khi hashtag trên TikTok đã vượt qua 13,2 triệu lượt xem. Vào ngày 21 tháng 10, Tổ chức Du lịch Busan thông báo họ sẽ tạo một hành trình dựa trên loạt phim. Họ đã tổ chức một "sự kiện tham quan nhiệm vụ" từ ngày 21 đến ngày 30 tháng 10, trong đó mỗi người tham gia phải tuân theo hành trình và quét mã QR được tìm thấy ở mọi địa điểm để hoàn thành nhiệm vụ và giành giải thưởng. Vào ngày 26 tháng 10, Yoo Ji-hye của Sports Dong-a đã báo cáo rằng nhiều địa điểm quay phim, bao gồm Công viên Songdo Sky, Công viên Phiêu lưu Biển Yeongdo, Jeonpogonggu-gil, Cảng Cheongsapo, Đài phun nước Giấc mơ Hoàng hôn Dadaepo và một số cửa hàng nơi các thành viên đã mua đồ ăn, có rất đông người hâm mộ. Ba chiếc mũ len mà các thành viên sử dụng trên trường quay đã được tặng cho chợ trời từ thiện WeAza, người đã tổ chức xổ số những món đồ của người nổi tiếng để quyên tiền hỗ trợ các gia đình có thu nhập thấp.